# Korssund
Korssund är en fjärd i Åland (Finland). Den ligger i den östra delen av landskapet, 60 km öster om huvudstaden Mariehamn.